# Faculdade Damas da Instrução Cristã
A Faculdade Damas da Instrução Cristã (FADIC) é uma instituição de ensino superior privada da Rede Damas Educacional fundada em 2006 no bairro das Graças, no Recife.
Antecede sua história, a fundação do Instituto das Religiosas da Instrução Cristã (RIC) em 25 de março de 1823, na Bélgica, que chega ao Brasil em 15 de outubro de 1896 com a fundação do Colégio Damas da Instrução Cristã em Olinda, posteriormente mudando-se para sua localização atual nas Graças, no Recife. A faculdade é, então, instalada num campus fracionado do terreno do colégio.
A instituição oferece, atualmente, sete cursos de graduação, sendo seis bacharelados: Arquitetura e Urbanismo, Administração, Direito, Engenharia de Software e Relações Internacionais, Sistemas de Informação, e um curso superior de tecnologia em Gestão da Tecnologia da Informação além do Mestrado em Direito e cursos de pós-graduações lato sensu.